# Mattia Farina
Mattia Farina (Baronissi, 18 dicembre 1822 – Baronissi, 11 marzo 1909) è stato un politico italiano.